# Gabriel Millot
Auguste Gabriel Millot (auch Gabriel Millot-Carpentier; *  20. Februar 1847 in Paris; † im 19. Jahrhundert) war ein französischer Mediziner.

## Leben
Gabriel Millot wirkte als Militärarzt und médecin-major im 73. und 46. régiments de ligne sowie als chef d’ambulance bei der Armée du Nord im Deutsch-Französischen Krieg von 1870/71. In der Zeit um 1882 lebte er als praktischer Arzt auf dem südlich von Cambrai zwischen Crèvecœur-sur-l’Escaut und Aubencheul-aux-Bois gelegenen Gut Montécouvez und machte 1884 das Auftreten der Rattenbisskrankheit in Europa bekannt.
Am 31. Juli 1882 wurde Gabriel Millot unter der Präsidentschaft des Physikers Hermann Knoblauch in der Sektion Wissenschaftliche Medizin unter der Matrikel-Nr. 2379 als Mitglied in die Kaiserliche Leopoldinisch-Carolinische Deutsche Akademie der Naturforscher aufgenommen.

## Schriften
- Du traitement des kystes de l'ovaire par le drainage. Parent, Paris 1873 (archive.org)
- De l'obstetrique en Italie. Compte-rendu adresse a S. E. M. le ministre de l'instruction publique. Doin, Paris 1882 (archive.org)